# جیکوب لکجتو
جیکوب لکجتو (انگلیسی: Jacob Lekgetho؛ ۲۴ مارس ۱۹۷۴ – ۹ سپتامبر ۲۰۰۸) یک بازیکن فوتبال اهل آفریقای جنوبی بود. از باشگاه‌هایی که در آن بازی کرده‌است می‌توان به لوکوموتیو مسکو اشاره کرد.
وی همچنین در تیم ملی فوتبال آفریقای جنوبی بازی کرده‌است و در جام جهانی فوتبال ۲۰۰۲ برای این تیم به میدان رفت.